# Johann Christoph Friedrich Klug

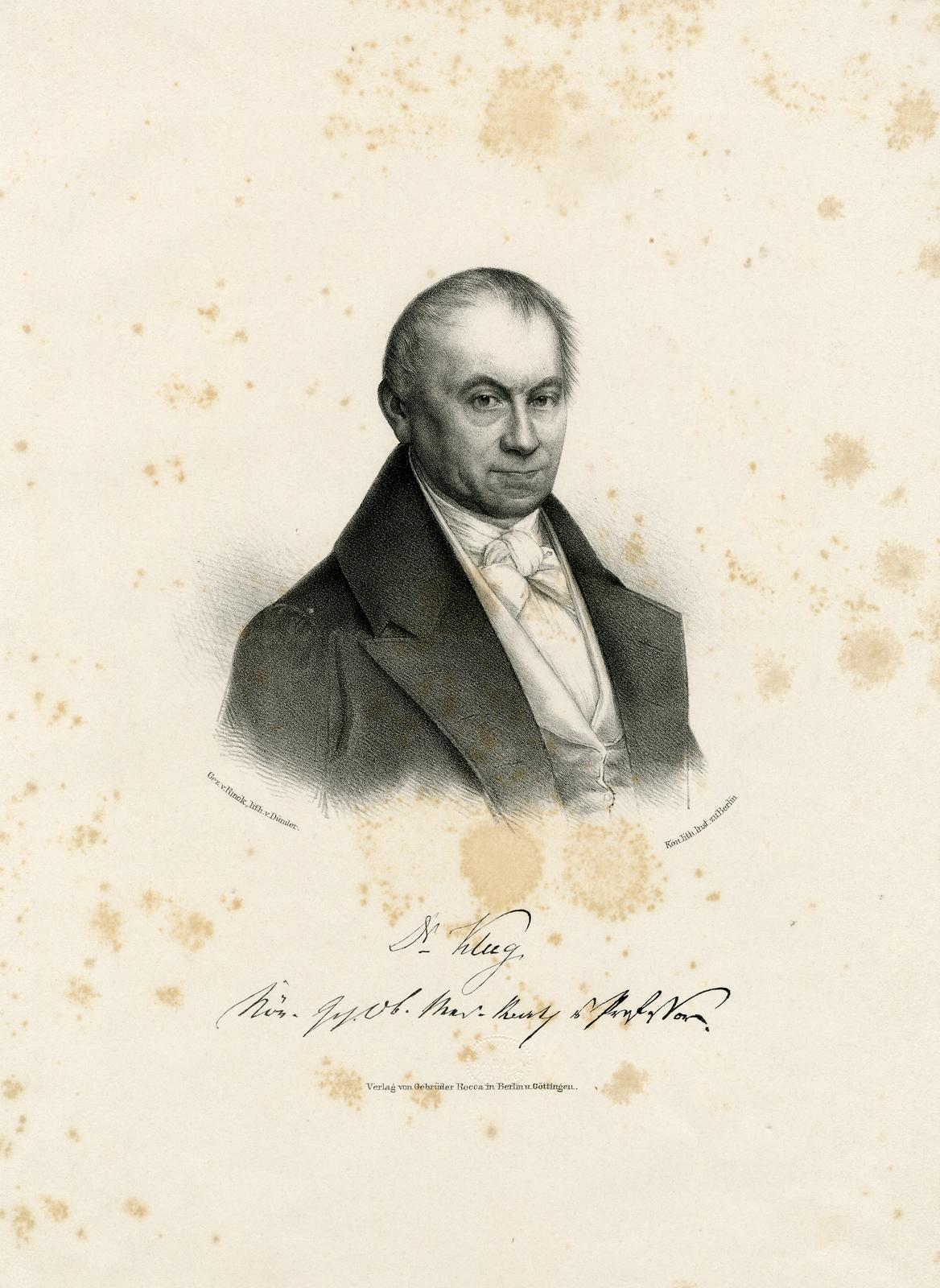
Johann Christoph Friedrich Klug

Johann Christoph Friedrich Klug (* 5. Mai 1775 in Berlin; † 3. Februar 1856 ebenda) war ein deutscher Arzt und Entomologe.

## Leben und Wirken
Klug studierte seit 1795 an der Universität Halle und wurde 1797 promoviert. 1798 ließ er sich als praktischer Arzt in Berlin nieder und wurde 1806 Assessor des Ober-Medizinal-Collegiums. 1816 wurde er Stadtphysikus.
Klug war ab 1818 Professor für Medizin und Entomologie an der Universität Berlin. Außerdem war er zweiter Direktor der entomologischen Sammlung des Königlichen Zoologischen Museums Berlin.
Ebenfalls 1818 wurde er in die Deutsche Akademie der Naturforscher Leopoldina gewählt. 1829 wurde er als ordentliches Mitglied in die Preußische Akademie der Wissenschaften aufgenommen. Seit 1836 war er korrespondierendes Mitglied der Russischen Akademie der Wissenschaften in Sankt Petersburg. Als 1838 La Société Cuvierienne gegründet wird, war er eines der 140 Gründungsmitglieder der Gesellschaft.
Seit 1823 war er Medizinalrat beim Berliner Polizeipräsidium und seit 1828 Direktor der wissenschaftlichen Deputation für das Medizinalwesen. 1835 wurde er Geheimer Obermedizinalrat und Vortragender Rat in der Medizinalabteilung des Ministeriums der geistlichen, Unterrichts- und Medizinalangelegenheiten.
Klug ist 1805 in die Berliner Freimaurerloge Zum flammenden Stern aufgenommen worden; von 1814 bis 1820 war er deren Meister vom Stuhl.
Seine im Jahr 1804 geborene Tochter Ida Amalie Henriette war später mit dem Botaniker Diederich Franz Leonhard von Schlechtendal verheiratet. Der Botaniker, Entomologe und Paläontologe Dietrich von Schlechtendal war sein Enkel.

## Ehrungen
Nach ihm und seiner Tochter, Ida Amalie Henriette von Schlechtendal, geb. Klug, ist die Pflanzengattung Klugia Schldl. aus der Familie der Gesneriengewächse (Gesneriaceae) benannt.

## Werke
- Historia instrumentorum ad polyporum exstirpationem, eorumque usus chirurgicus, tractatus inauguralis ... Diss. Halle 1797.
- Monographia Siricum Germaniae atque generum illis adnumeratorum. F. Schüppel, Berolini, S. i-xii,1–64, 7 unpag. 1803.
- Die Blattwespen nach ihren Gattungen und Arten zusammengestellt. [Separatabdruck]. Berlin,  245 S. 1818. Originalveröffentlichung 1808–1818. In: Der Gesellschaft Naturforschender Freunde zu Berlin Magazin für die neuesten Entdeckungen in der gesamten Naturkunde, Band 2, 6, 7, 8. [1808: 2(2) 261–283; 1812: 6(1): 45–62; 1814: 6(1812)(4): 276–310; 1815: 7(1813)(2): 120–131; 1816: 8(1814)(1): 42–84; 1817: 8(1814)(2): 110–144; 1817: 8(1814)(3): 179–219; 1818: 8(1814)(4): 273–307]. Nachdruck von J. Kriechbaumer (1884): Dr. F. Klugs gesammelte Aufsätze über Blattwespen. München : 1–300; 1 Taf. (= Tab. VII und Tab. II)
- Entomologische Monographieen. Reimer, Berlin 1824 (Digitalisat).
- Die Blattwespen (Tenthredo Linn.) der Fabricischen Sammlung. In: Zoologisches Magazin (herausgegeben von C. R. W. Wiedemann) 1(1817–1819)(3) S. 64–91.
- Versuch einer Darstellung der Familien und Arten der Blattwespengattung Cimbex Fabr. In: Verhandlungen der Gesellschaft Naturforschender Freunde zu Berlin 1(1819–1829)(2), S. 71–98 [1820].
- Bericht über eine auf Madagaskar veranstaltete Sammlung von Insecten aus der Ordnung Coleoptera. In: Abhandlungen der Preussischen Akademie der Wissenschaften 1833, S. 91–223.
- Uebersicht der Tenthredinetae der Sammlung (des Berliner entomologischen Museums). In: Jahrbücher der Insektenkunde 1 (1834), S. 233–253.
- Fortsetzung der Diagnosen der neuen (und bereits seit mehreren Monaten vollständig gedruckten) Coleopteren, welche die Insectensendungen des Herrn Dr. Peters von Mossambique enthalten hatten, von der Familie der Staphylinii an bis zu den Lamelicornia, diese mit eingeschlossen. In: Berichte der Akademie der Wissenschaften, Berlin 20 (1855), S. 643–660.
- Ueber die Geschlechtsverschiedenheit der Piezaten. Erster Haelfte der Fabriciusschen Gattungen. In: Mag. Ges. Naturf. Freunde Berlin 1 (1807), S. 68–80.